# Пепі Штіґлер
Пепі Штіґлер  (нім. Pepi Stiegler; нар. 20 квітня 1937) — австрійський гірськолижник, олімпійський чемпіон.

## Виступи на Олімпіадах
| Олімпіада       | Дисципліна         | Місце |
| --------------- | ------------------ | ----- |
| Скво-Веллі 1960 | швидкісний спуск   | 15    |
| Скво-Веллі 1960 | гігантський слалом | 2     |
| Скво-Веллі 1960 | слалом             | 5     |
| Інсбрук 1964    | гігантський слалом | 3     |
| Інсбрук 1964    | слалом             | 1     |